# Chrám Narození svatého Jana Křtitele (Petrohrad)
Česmenský chrám (rusky Чесменская церковь – Česmenskaja cerkov) je novogotický chrám v Petrohradě v Rusku, plným názvem chrám Narození svatého Jana Křtitele při Česmenském paláci (rusky це́рковь Рождества́ Иоа́нна Предте́чи при Че́сменском Дворце́ – cerkov Rožděstva Ioanna Predtěči pri Česmenskom Dvorce). Jedná se o pravoslavný chrám postavený v letech 1777 až 1780 ruským dvorním architektem Jurijem Feltěnem na příkaz carevny Kateřiny Veliké. Byl postaven na paměť ruského vítězství v bitvě u ostrova Chios, která se odehrála v roce 1770 v rámci rusko-turecké války v Česmenském zálivu Egejského moře. Položení základního kamene v roce 1777 se účastnil švédský král Gustav III. Švédský a zasvěcení v roce 1880 Janu Křtiteli císař Josef II.
Chrám byl původně postaven na cestě mezi Petrohradem a rezidencí Carskoje Selo na místě, kde se ke Kateřině dostala zpráva o vítězství. Dnes je součástí Petrohradu a leží zhruba na půl cesty mezi stanicemi metra Park Pobedy a Moskovskaja.